# Ribeirinha (curso de água)
A Ribeirinha (Curso de Água) é um curso de água português, localizado na freguesia açoriana das Doze Ribeiras, concelho de Angra do Heroísmo, ilha Terceira, arquipélago dos Açores.
Este curso de água encontra-se geograficamente localizado na parte Oeste da ilha Terceira e tem a sua origem a cerca de 960 metros de altitude, na Serra Alta das Doze, cercanias do vulcão da Serra de Santa Bárbara, a maior formação geológica da ilha Terceira que se eleva a 1021 metros acima do nível do mar e faz parte de bacia hidrográfica gerada pela própria montanha.